# Циклогептан
Циклогепта́н — углеводород циклоалканового ряда с молекулярной формулой C7H14, летучая прозрачная жидкость с желтоватым цветом, не растворим в воде, растворяется в этаноле. Другое название циклогептана: суберан — дано в связи с тем, что его можно получить из субериновой кислоты.

## Физические свойства
При нормальном давлении температура плавления −12 °C, температура кипения 118,5 °C. Молекула может находиться в четырёх устойчивых конформациях: искажённое кресло (твист-кресло), кресло, ванна, искажённая ванна (твист-ванна). Энергия напряжения молекулы 3,7 кДж/моль.

## Использование
Циклогептан используется как неполярный растворитель в химической промышленности,  а также в качестве исходного вещества в синтезе ряда химических веществ и лекарственных препаратов.